# Genichi Taguchi
Genichi Taguchi (1924 - 2012) va ser un enginyer japonès que va treballar sobretot a l'àrea de la qualitat i l'estadística industrial. En particular, destaquen les seves aportacions al control estadístic de processos (funció de pèrdua, disseny d'experiments, etc.) i els seus estudis sobre la variabilitat. Ha fomentat l'aplicació d'aquesta metodologia de treball, coneguda com el mètode Taguchi, tant al Japó com al món occidental.

## Biografia
Genichi Taguchi va néixer a la ciutat tèxtil de Tokamachi, a la província de Niigata, on va estudiar inicialment enginyeria tèxtil amb la intenció d'entrar en el negoci familiar de quimonos. Ara bé, a causa de l'escalada militar de la Segona Guerra Mundial, el 1942 va ser reclutat i enviat al Departament d'Astronomia de l'Institut de Navegació de la Marina Imperial Japonesa.
Després de la guerra, el 1948, va ingressar al Ministeri de Salut Pública i Benestar Social, on de l'eminent estadístic Matosaburo Masuyama va estimular el seu interès pel disseny d'experiments. També va treballar a l'Institut d'Estadística Matemàtica i va col·laborar en el treball experimental de producció de penicil·lina en la farmacèutica Morinaga, una empresa de Morinaga Seika.
El 1950 s'incorpora al Laboratori de Comunicacions Elèctriques (ECL), de la Nippon Telegraph and Telephone Corporation just en el moment en què el control estadístic de la qualitat començava a ser popular al Japó, fruit de la col·laboració de William Deming i la Unió Japonesa de Científics i Enginyers. ECL era el rival dels Laboratoris Bell en el desenvolupament dels sistemes de commutació telefònica i Taguchi va passar dotze anys elaborant mètodes per millorar la qualitat i la fiabilitat. En aquest temps també va ser consultor de Toyota, una de les primeres industries en adoptar les seves idees.
El 1954 – 1955 va ser professor visitant a l'Institut d'Estadística de l'Índia, on va treballar amb C. R. Rao, Ronald Fisher i Walter A. Shewhart.
Un cop finalitzat el seu doctorat a la Universitat de Kyushu el 1962, va deixar ECL, amb la qual va seguir mantenint una relació de consultoria. Aquest mateix any va visitar la Universitat de Princeton convidat per John Tukey, qui li va facilitar un període d'estada en els Laboratoris Bell, el seu antic rival quan era a ECL. El 1964 va accedir a la condició de professor d'enginyeria a la Universitat Aoyama Gakuin, Tòquio. El 1966 comença la seva col·laboració amb Yuin Wu, qui més tard va emigrar als Estats Units i el 1980 va convidar a Taguchi a donar diverses conferències als Estats Units. Durant la seva visita el mateix Taguchi va promoure el seu retorn als Laboratoris Bell, on el seu ensenyament havia tingut un impacte poc durador. En aquesta segona visita va iniciar una col·laboració amb Madhav Phadke i va créixer l'entusiasme en els Laboratoris Bell per la seva metodologia, així com en altres indústries com ara Ford Motor Company, Boeing, Xerox i ITT.
Des de 1982, Genichi Taguchi va ser assessor de l'Institut Japonès de Normes i director executiu de l'American Supplier Institute, una organització internacional de consultoria. Els seus conceptes de disseny d'experiments, funció de pèrdua, disseny robust i reducció de la variabilitat es van aplicar a altres àmbits com per exemple l'enginyeria de vendes.

## Contribucions
Taguchi va fer contribucions molt importants a l'estadística industrial, especialment en la filosofia de la qualitat. Els elements clau de la seva filosofia de qualitat són:
1. Funció de pèrdua de Taguchi, emprada per mesurar la qualitat d'un producte o servei.
2. La filosofia de l'Enginyeria de la qualitat fora de línia, basada en el disseny de productes i processos de manera que funcionin de la manera més robusta possible, és a dir, insensibles a les influències de factors externs al disseny (factors de soroll).
3. Innovacions en el disseny d'experiments, en particular, l'ús d'una matriu de factors de soroll no controlables en la vida real, però que es poden variar en els experiments d'una manera controlada.

## Premis i honors
- 1986 Medalla Willard F. Rockwell de l'International Technology Institute
- 1989 Indigo Ribbon de l'Emperador del Japó
- 1990 Gurú de la Qualitat pel Departament Britànic de Comerç i Indústria
- 1995 Membre honorari de la Societat Japonesa de Control de la Qualitat
- 1995 Medalla Shewhart de l'American Society for Quality
- 1997 Automotive Hall of Fame Inductee
- 1998 Membre honorari de l'American Society for Quality [4]
- 1998 Membre honorari de l'American Society of Mechanical Engineers
- 1999 President honorari de la Robust Quality Engineering Society (Japó)

## Selecció de llibres publicats
- Genichi Taguchi (1992). “Taguchi on Robust Technology Development: Bringing Quality Engineering Upstream”. New York (NY): ASME Press. ISBN 978-0791800287.
- Genichi Taguchi, Subir Chowdhury, Shin Taguchi (1999). “Robust Engineering: Learn How to Boost Quality while Reducing Costs & Time to Market”. New York (NY): McGraw-Hill Professional. ISBN 978-0071347822.
- Genichi Taguchi, Subir Chowdhury, Yuin Wu (2000). “The Mahalanobis-Taguchi System”. New York (NY): McGraw Hill Professional. ISBN 978-0071362634.
- Genichi Taguchi, Rajesh Jugulum (2002). “The Mahalanobis-Taguchi Strategy: A Pattern Technology System”. Hoboken (NJ): John Wiley & Sons. ISBN 978-0471023333.
- Genichi Taguchi, Rajesh Jugulum, Shin Taguchi (2004). “Computer-Based Robust Engineering: Essential For DFSS”. Milwaukee (WI): American Society for Quality. ISBN 978-0873896221.
- Genichi Taguchi, Subir Chowdhury, Yuin Wu (2005). “Taguchi's Quality Engineering Handbook”. Hoboken (NJ): John Wiley. ISBN 978-0471413349.